# Кушнурский сельсовет
Кушнурский сельсовет — сельское поселение в Шарангском районе Нижегородской области.
Административный центр — село Кушнур.

## История
Статус и границы сельского поселения установлены Законом Нижегородской области от 15 июня 2004 года № 60-З «О наделении муниципальных образований — городов, рабочих посёлков и сельсоветов Нижегородской области статусом городского, сельского поселения».

## Население
| 2002 | 2010 | 2012 | 2013 | 2014 | 2015 | 2016 |
| ---- | ---- | ---- | ---- | ---- | ---- | ---- |
| 877  | ↘709 | ↘698 | ↘660 | ↘638 | ↘618 | ↘616 |
| 2017 | 2018 | 2019 | 2020 | 2021 |      |      |
| ↘605 | ↘594 | ↘588 | ↘569 | ↘547 |      |      |

## Состав сельского поселения
| № | Населённый пункт | Тип населённого пункта       | Население |
| - | ---------------- | ---------------------------- | --------- |
| 1 | Зинки            | деревня                      | ↘41       |
| 2 | Ивановка         | деревня                      | ↘1        |
| 3 | Козлянур         | деревня                      | ↘140      |
| 4 | Красновка        | деревня                      | ↘89       |
| 5 | Кудрявка         | деревня                      | →0        |
| 6 | Кушнур           | село, административный центр | ↘364      |
| 7 | Первое Гусево    | деревня                      | ↘30       |
| 8 | Преображенка     | деревня                      | ↘44       |
| 9 | Рогожники        | деревня                      | ↘0        |